# Аль-Малки, Нур Хуссейн
Нур Хуссейн Аль-Малки (родилась 21 октября 1994 г.) — арабская бегунья, член олимпийской сборной Катара на летних Олимпийских играх 2012 года. Соревнуясь в Лондоне, она стала одной из первых спортсменок, представлявших страну на Олимпийских играх.
Малки родилась младшей из шести братьев и пяти сестёр. Она начала заниматься спортом в 2008 году под руководством тунисского тренера и бывшего международного бегуна на средние дистанции Наимы Бен Амара. Хотя поначалу ей не хватало последовательности в тренировках, вскоре она наладила прочные отношения со своим тренером и стала самой быстрой катарской спортсменкой, выиграв награду Катарской ассоциации легкоатлетической федерации (QAAF) «Лучшая спортсменка» в 2010—2011 годах. Малки считает катарца Феми Огуноде своим спортивным кумиром и надеется в будущем стать кумиром для других катарских девушек.
На летних Олимпийских играх 2012 года Малки получила травму подколенного сухожилия за пределами стартовой площадки. Её стометровка закончилась внезапной болью, в результате она сошла с дистанции в инвалидной коляске.